# 狭长琥珀螺
狭长琥珀螺（学名：Succinea pfeifferi）为琥珀螺科琥珀螺属的动物。分布于欧洲和亚洲各国以及中国大陆的新疆、河北、陕西、山西、北京、四川等地，生活环境为陆地，一般栖息于溪河边潮湿的草丛花卉根部以及石块下。